# Rolf Fäs
Rolf Fäs   (Schöftland, 18 d'octubre de 1916 - 24 d'octubre de 1983) fou un jugador d'handbol suís que va competir durant la dècada de 1930.
El 1936 va prendre part en els Jocs Olímpics de Berlín, on guanyà la medalla de bronze en la competició d'handbol.